# Burk Uzzle

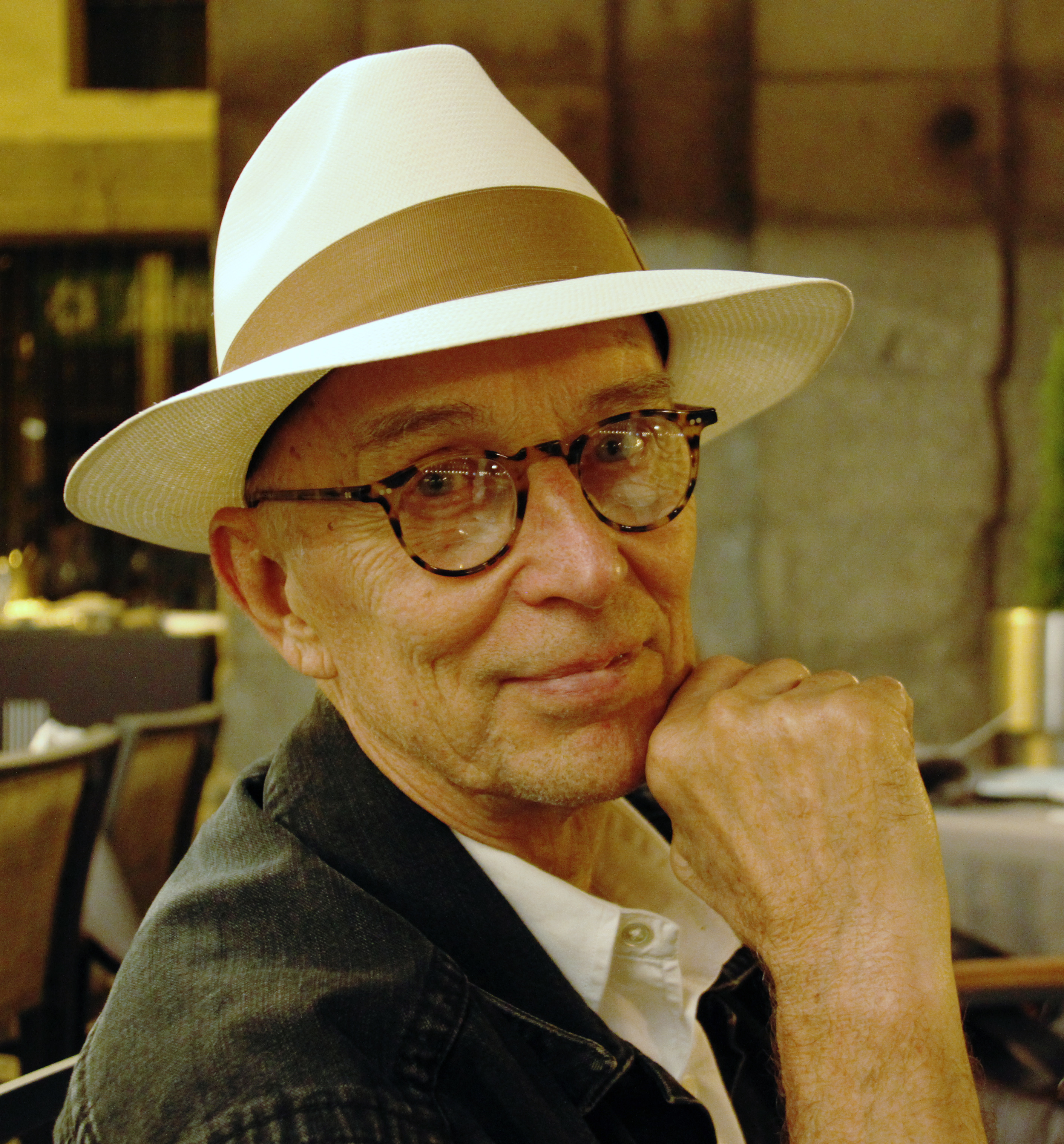
Burk Uzzle, 2018

Burk Uzzle (* 4. August 1938 in Raleigh, North Carolina, USA) ist ein US-amerikanischer Fotograf und ehemaliges Mitglied der renommierten Fotoagentur Magnum Photos.

## Leben
Burk Uzzle begann 1955 als Fotojournalist für seine Heimatzeitung News and Observer in Raleigh. Von 1957 bis 1962 arbeitete er als freier Fotograf für die New Yorker Agentur Star. Ab 1962 fotografierte Uzzle für das Life-Magazine. 1967 verließ er Life und wurde Vollmitglied bei der New Yorker Niederlassung von Magnum Photos. 1970 erhielt er den „Page One Award“ der News Papers Guild New York (Zeitungsverlegerverband New York). Von 1978 bis Mitte 1980 fungierte Uzzle als Präsident von Magnum. 1982 verließ er die Agentur, um sich ganz seiner Arbeit als freiberuflicher Fotograf sowie eigenen Buchprojekten zu widmen.

## Veröffentlichungen (Auswahl)
- Landscapes von Burk Uzzle und Ronald Bailey (Vorwort), 1973 (englisch)
- All American von Burk Uzzle und Martha Chadroudi (Design), Aperture, 1984, ISBN 0-9613616-0-3 (englisch)
- Progress report on civilization, Chrysler Museum, 1992, ISBN 0-940744-65-1
- A Family Named Spot: Photographs by Burk Uzzle von Burk Uzzle und Allan Gurganus,  Five Ties Publishing, 2006, ISBN 0-9777193-0-8
- Just Add Water: Photographs by Burk Uzzle, Five Ties Publishing, 2007, ISBN 978-0-9777193-6-5